# Bruine pelikaan
De bruine pelikaan (Pelecanus occidentalis) is een vogel uit de familie Pelecanidae.

## Kenmerken
Deze vogel is overwegend zilvergrijs met bruin, met een witte of wit-met-gele kopkap en een kastanjebruine hals. De groenachtige, kale gelaatshuid en de keelzak worden tijdens het broedseizoen feller van kleur. Het verenkleed is bij beide geslachten gelijk. De lichaamslengte bedraagt 100 tot 150 cm en het gewicht meer dan 3,5 kg.

## Leefwijze
Deze gedeeltelijke trekvogel gebruikt zijn keelzak als visnet. Pelikanen lijken zwaargebouwde vogels maar door hun lichte skelet valt dat eigenlijk erg mee. Waar andere pelikaansoorten hun prooien in groepsverband zwemmend met hun snavel opjagen en vangen, zijn de bruine pelikanen stootduikers. Van meters hoog nemen ze hun prooi in het water waar en duiken naar beneden. De langs de Peruaanse kust levende bruine pelikaan eet vooral sardines, die daar in groten getale voorkomen. Deze pelikaan is de belangrijkste guanoproducent.

## Voortplanting
Beide ouders broeden om de beurt meerdere uren achter elkaar. Meestal worden 1 of 2, soms 3 jongen grootgebracht. Het voedsel wordt eerst door de ouders opgebraakt, maar na een dag of tien halen de jongen het zelf uit de keelzak van hun ouders. Ze broeden in bomen en struiken in mangrovebossen. Een ondersoort, de Peruaanse pelikaan, broedt op de grond.

## Verspreiding
De bruine pelikaan komt voor aan de kusten van de Noord- en Midden-Amerika, het Caraïbische gebied en het noorden van Zuid-Amerika.
Er worden vijf ondersoorten onderscheiden:
- P. o. californicus: de westkust van de Verenigde Staten en westelijk Mexico.
- P. o. carolinensis: de Atlantische kusten van de gematigde en tropische Amerika's.
- P. o. murphyi: de westkust van Colombia en Ecuador.
- P. o. occidentalis: West-Indië.
- P. o. urinator: de Galapagoseilanden

## Status
De grootte van de populatie is in 2006 geschat op 300 duizend vogels. Op de Rode lijst van de IUCN heeft deze soort de status niet bedreigd.

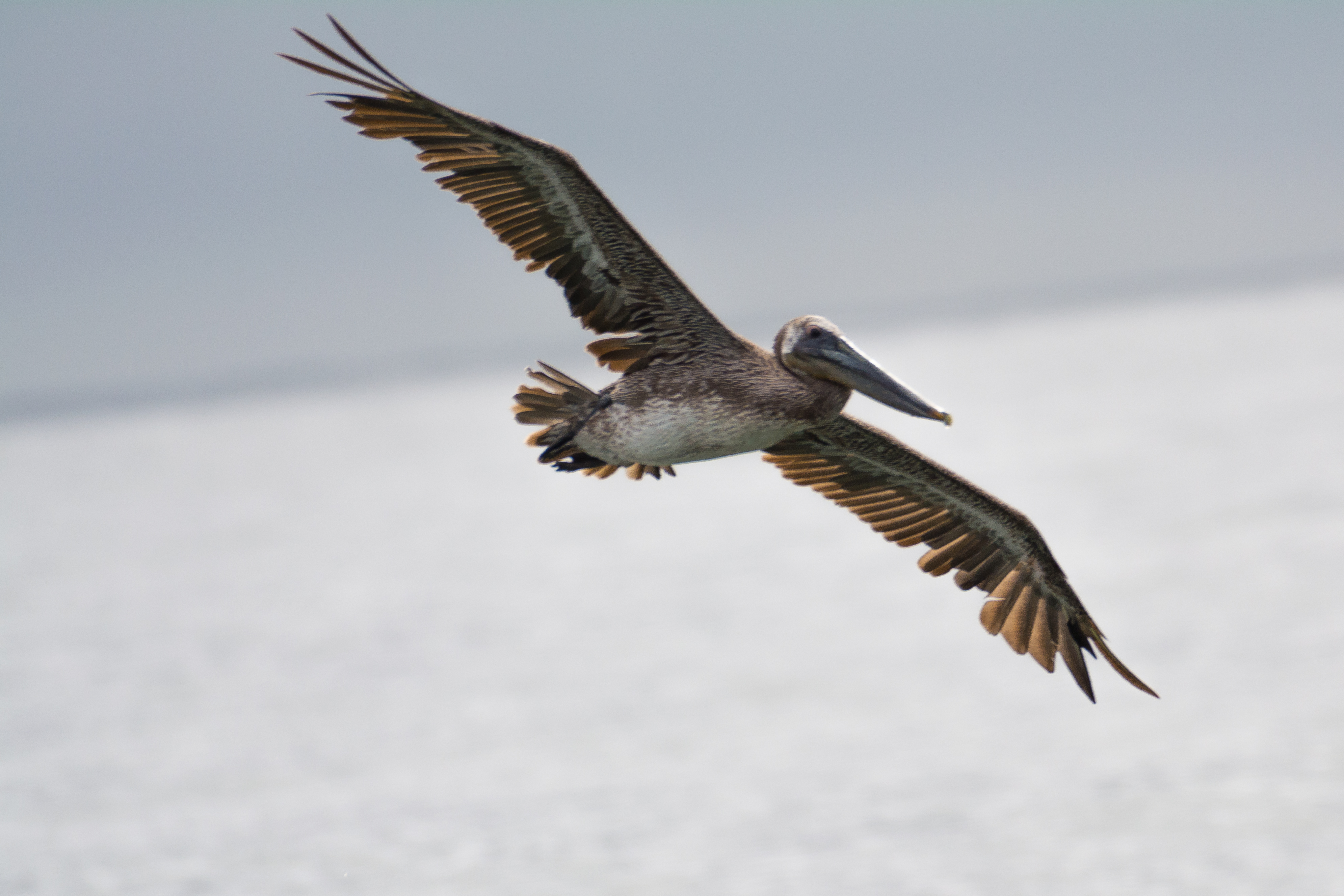
Bruine pelikaan in de vlucht aan de westkust van de USA in de Amerikaanse staat Californie
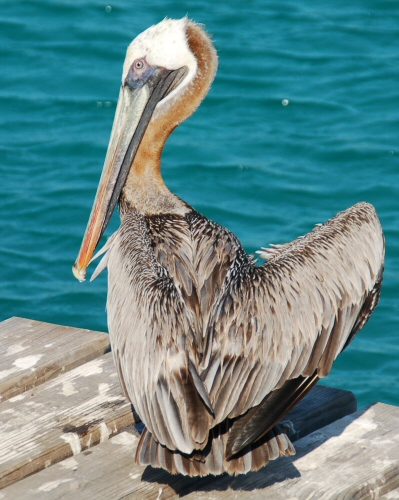
Bruine pelikaan op Curaçao
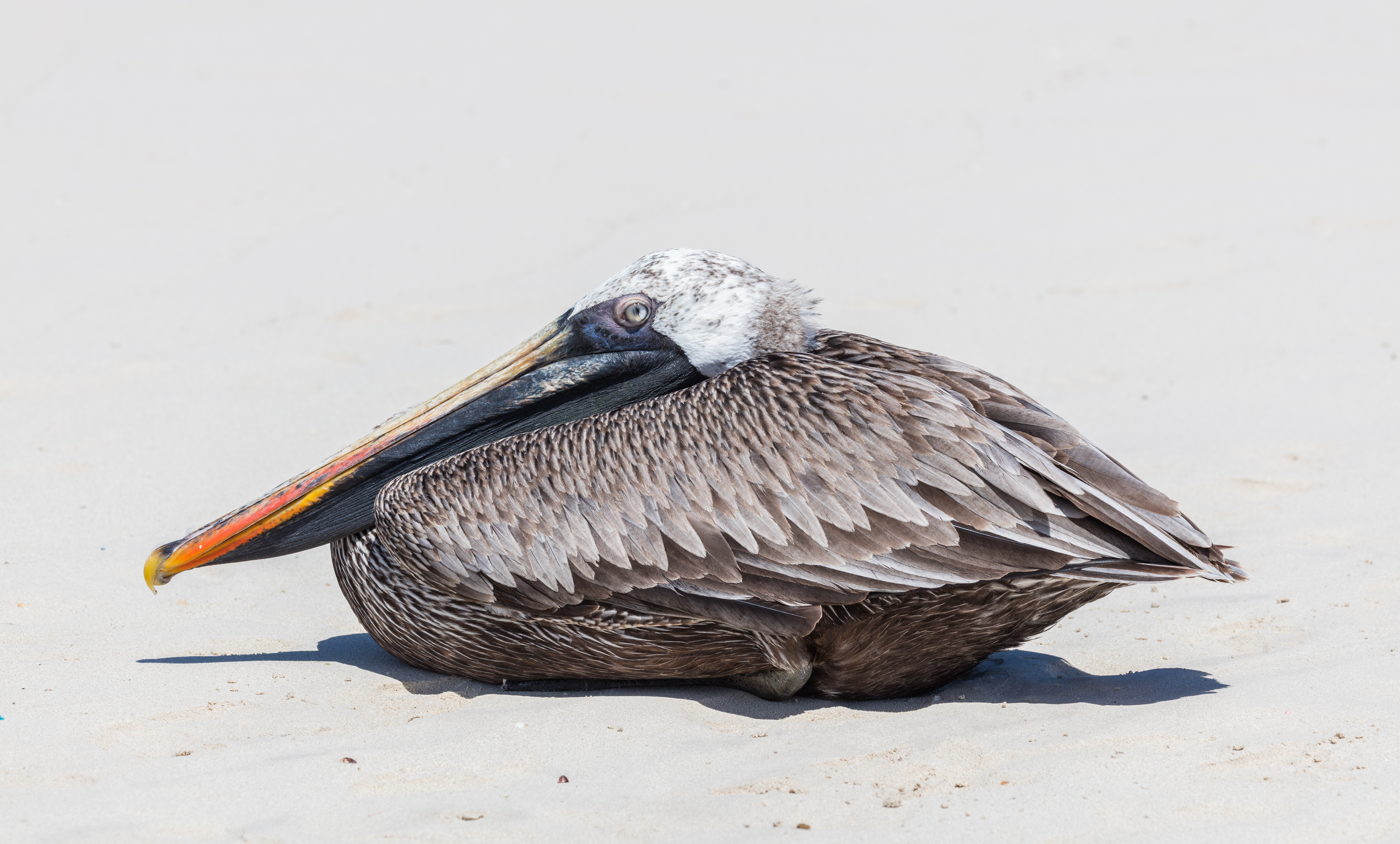
Pelecanus occidentalis urinator

## Trivia
- Juan Manuel de Ayala, de Spaanse zeeofficier die de Baai van San Francisco in kaart bracht, noemde Alcatraz La Isla de los Alcatraces. De naam Alcatraz is dus gebaseerd op het oude Spaanse woord Alcatraces, dat een leenwoord was uit het Arabisch, al-qatras, wat zeearend betekende. Hij refereerde hiermee aan de bruine pelikaan-soorten die daar veel voorkwamen.